# 第12回日本フットボールリーグ
第12回日本フットボールリーグは、2010年3月14日から同年11月28日にかけて行われた日本フットボールリーグ（JFL）のリーグ戦である。ガイナーレ鳥取が初優勝を果たした。

## 参加クラブ
第12回JFLの参加クラブは以下の通りである。このうち松本山雅FC、栃木ウーヴァFCおよびツエーゲン金沢が前シーズンの全国地域サッカーリーグ決勝大会からの昇格クラブである。
※前年度成績=特記なきものは第11回JFL（2009年）の成績である。
| チーム名称 （正式名称）                                     | 監督 | 所在都道府県 | 主なホームゲーム会場                                  | 前年度成績                                   | 備考                                              |
| ----------------------------------------------------------- | ---- | ------------ | ----------------------------------------------------- | -------------------------------------------- | ------------------------------------------------- |
| SAGAWA SHIGA FC                                             |      | 滋賀県       | 佐川急便守山運動場陸上競技場                          | 1位                                          |                                                   |
| 横河武蔵野FC （横河武蔵野フットボールクラブ）               |      | 東京都       | 武蔵野市立武蔵野陸上競技場                            | 2位                                          |                                                   |
| ソニー仙台FC （ソニー仙台フットボールクラブ）               |      | 宮城県       | ユアテックスタジアム仙台 七ヶ浜サッカースタジアム     | 3位                                          |                                                   |
| ガイナーレ鳥取                                              |      | 鳥取県       | とりぎんバードスタジアム                              | 5位                                          |                                                   |
| 町田ゼルビア （FC町田ゼルビア）                             |      | 東京都       | 町田市立陸上競技場                                    | 6位                                          |                                                   |
| Honda FC （本田技研工業株式会社フットボールクラブ）         |      | 静岡県       | ホンダ都田サッカー場                                  | 7位                                          |                                                   |
| MIOびわこ草津                                               |      | 滋賀県       | 東近江市布引グリーンスタジアム                        | 8位                                          |                                                   |
| 佐川印刷SC （佐川印刷株式会社サッカークラブ）               |      | 京都府       | 京都市西京極総合運動公園陸上競技場兼球技場            | 9位                                          |                                                   |
| ブラウブリッツ秋田                                          |      | 秋田県       | 仁賀保グリーンフィールド 秋田市八橋運動公園陸上競技場 | 10位                                         | TDKサッカー部からチーム移管                       |
| V・ファーレン長崎                                           |      | 長崎県       | 長崎県立総合運動公園陸上競技場                        | 11位                                         |                                                   |
| ジェフリザーブズ （ジェフユナイテッド市原・千葉リザーブズ） |      | 千葉県       | 市原臨海競技場                                        | 12位                                         |                                                   |
| ホンダロックSC （株式会社ホンダロック サッカー部）          |      | 宮崎県       | 宮崎市生目の杜運動公園陸上競技場                      | 13位                                         |                                                   |
| アルテ高崎                                                  |      | 群馬県       | 高崎市浜川競技場                                      | 14位                                         |                                                   |
| 流通経済大学FC                                              |      | 茨城県       | 龍ケ崎市陸上競技場たつのこフィールド                  | 15位                                         | 流通経済大学サッカー部のクラブ化                  |
| FC琉球                                                      |      | 沖縄県       | 沖縄市陸上競技場 沖縄県総合運動公園陸上競技場         | 16位                                         | Jリーグ準加盟申請審議中                           |
| 松本山雅FC （松本山雅フットボールクラブ）                   |      | 長野県       | 松本アルウィン                                        | 北信越1部4位 地域決勝1位 （全社1位で出場権） | 自動昇格                                          |
| 栃木ウーヴァFC （栃木ウーヴァフットボールクラブ）           |      | 栃木県       | 栃木市総合運動公園陸上競技場                          | 関東1部1位 地域決勝2位                       | 自動昇格 「日立栃木ウーヴァSC」から名称変更       |
| ツエーゲン金沢                                              |      | 石川県       | 石川県西部緑地公園陸上競技場 津幡運動公園陸上競技場   | 北信越1部3位 地域決勝3位                     | 入替戦勝利 2010年4月9日に準加盟申請したが継続審議 |

色付のチームは2010年シーズン開幕時において、
- のチームはJリーグ百年構想クラブ
- のクラブはJリーグ百年構想クラブを申請中・または継続審議中のクラブ

## レギュレーション

### リーグ・試合形式
- 年間2回戦総当り、1チーム34試合（全306試合）を行い、勝ち点により順位を決定する。全34節を17節ごとに前期・後期に分けて行う。
- 試合は前後半90分で行い、決着がつかなければ引き分けとなる。勝利には勝ち点3、引き分けには勝ち点1、敗北には勝ち点0が与えられる。
- Jリーグ準加盟クラブのJリーグ加盟の成績面の条件は「年間順位4位以上」かつ「準加盟チームの中で上位3チーム」[2]。その上でJリーグ臨時理事会の承認を得られれば次年度からJ2に参入することができる。新たに後者の条件が加わったのは、この年は準加盟チームが4チームあり、JリーグがJ2のチーム数（2010年時点で19チーム）を最大22チームと想定していたため[3]。
- JFLの17位・18位は所属する地域リーグに自動降格し、全国地域サッカーリーグ決勝大会の1位・2位はJFLに自動昇格する。JFLの16位と全国地域サッカーリーグ決勝大会の3位が入れ替え戦を行う。なお、Jリーグに加盟するチームが出た場合、ならびにJFL加盟チームの廃部、合併等があった場合には条件が変更される（後述）。

### 天皇杯への出場枠
前期終了時の上位3チームに第90回天皇杯の出場権が与えられる。

### 強化費
各試合において勝利チームに勝利チーム賞5万円を支払う。

## 年間順位
| 順位 | クラブ名           | 試 | 勝 | 分 | 負 | 得点 | 失点 | 差  | 勝点 | 備考               |
| ---- | ------------------ | -- | -- | -- | -- | ---- | ---- | --- | ---- | ------------------ |
| 1    | ガイナーレ鳥取     | 34 | 24 | 5  | 5  | 64   | 31   | +33 | 77   | J2加盟             |
| 2    | SAGAWA SHIGA FC    | 34 | 17 | 11 | 6  | 69   | 35   | +34 | 62   |                    |
| 3    | 町田ゼルビア       | 34 | 19 | 4  | 11 | 71   | 44   | +27 | 61   |                    |
| 4    | Honda FC           | 34 | 18 | 5  | 11 | 52   | 43   | +9  | 59   |                    |
| 5    | V・ファーレン長崎  | 34 | 15 | 8  | 11 | 50   | 38   | +12 | 53   |                    |
| 6    | 佐川印刷SC         | 34 | 15 | 8  | 11 | 54   | 46   | +8  | 53   |                    |
| 7    | 松本山雅FC         | 34 | 15 | 7  | 12 | 48   | 41   | +7  | 52   |                    |
| 8    | ブラウブリッツ秋田 | 34 | 14 | 9  | 11 | 54   | 41   | +13 | 51   |                    |
| 9    | ツエーゲン金沢     | 34 | 14 | 8  | 12 | 46   | 41   | +5  | 50   |                    |
| 10   | FC琉球             | 34 | 14 | 6  | 14 | 51   | 51   | 0   | 48   |                    |
| 11   | MIOびわこ草津      | 34 | 13 | 7  | 14 | 51   | 56   | -5  | 46   |                    |
| 12   | 横河武蔵野FC       | 34 | 12 | 8  | 14 | 34   | 38   | -4  | 44   |                    |
| 13   | ホンダロック       | 34 | 10 | 12 | 12 | 36   | 39   | -3  | 42   |                    |
| 14   | ソニー仙台FC       | 34 | 11 | 9  | 14 | 34   | 42   | -8  | 42   |                    |
| 15   | 栃木ウーヴァFC     | 34 | 7  | 10 | 17 | 41   | 75   | -34 | 31   |                    |
| 16   | ジェフリザーブズ   | 34 | 7  | 9  | 18 | 31   | 55   | -24 | 30   |                    |
| 17   | アルテ高崎         | 34 | 7  | 8  | 19 | 28   | 51   | -23 | 29   | 入れ替え戦         |
| 18   | 流通経済大学FC     | 34 | 5  | 4  | 25 | 33   | 80   | -47 | 19   | 地域リーグ自動降格 |

### 備考
- クラブ名太字はJリーグに準加盟し、かつ2011年度からのJリーグ加盟意思を表明していたクラブ
- 斜体は、前期終了時に上位3位に入ったことにより第90回天皇杯本戦出場シード権を獲得したクラブ

## 個人記録

### 得点ランキング
| 順     | 選手名   | 得点 | 所属               |
| ------ | -------- | ---- | ------------------ |
| 得点王 | 御給匠   | 27   | SAGAWA SHIGA FC    |
| 2      | 松田正俊 | 24   | ブラウブリッツ秋田 |
| 3      | 勝又慶典 | 18   | 町田ゼルビア       |
| 4      | 木島良輔 | 16   | 町田ゼルビア       |
| 5      | 有光亮太 | 13   | V・ファーレン長崎  |
| 5      | 高橋駿太 | 13   | 栃木ウーヴァFC     |

### 個人表彰・ベスト11
| Pos        | 選手名     | 所属               |
| ---------- | ---------- | ------------------ |
| 最優秀監督 | 松田岳夫   | ガイナーレ鳥取     |
| GK         | 小針清允   | ガイナーレ鳥取     |
| DF         | 旗手真也   | SAGAWA SHIGA FC    |
| DF         | 喜多靖     | ガイナーレ鳥取     |
| DF         | 石井雅之   | Honda FC           |
| MF・MVP    | 服部年宏   | ガイナーレ鳥取     |
| MF         | 美尾敦     | ガイナーレ鳥取     |
| MF         | 山根伸泉   | SAGAWA SHIGA FC    |
| MF         | 中村元     | SAGAWA SHIGA FC    |
| FW         | 勝又慶典   | 町田ゼルビア       |
| FW         | 松田正俊   | ブラウブリッツ秋田 |
| FW・得点王 | 御給匠     | SAGAWA SHIGA FC    |
| 新人王     | 奈良輪雄太 | SAGAWA SHIGA FC    |
| 敢闘賞     | 実信憲明   | ガイナーレ鳥取     |

- 優秀レフェリー賞：篠藤巧
- フェアプレー賞 ：佐川印刷SC

### ハットトリック
| JFL        | JFL             | JFL       | JFL              | JFL       | JFL      | JFL   |
| 選手       | 所属            | 節        | 対戦相手         | 試合結果  | 日付     | 出典  |
| ---------- | --------------- | --------- | ---------------- | --------- | -------- | ----- |
| 塩沢勝吾4  | 佐川印刷        | 前期 5節  | MIOびわこ滋賀    | 8 - 2 (H) | 4月11日  | [ 4 ] |
| 田中靖大   | FC琉球          | 前期 7節  | 栃木ウーヴァFC   | 5 - 2 (A) | 4月25日  | [ 5 ] |
| 御給匠     | SAGAWA SHIGA FC | 後期 3節  | 佐川印刷         | 3 - 0 (H) | 7月17日  | [ 6 ] |
| 柿本倫明4  | 松本山雅FC      | 後期 5節  | ジェフリザーブズ | 5 - 1 (H) | 7月31日  | [ 7 ] |
| 御給匠(2)4 | SAGAWA SHIGA FC | 後期 15節 | 流経大FC         | 7 - 0 (H) | 11月13日 | [ 8 ] |
| 高橋駿太4  | 栃木ウーヴァFC  | 後期 16節 | ソニー仙台FC     | 4 - 1 (H) | 11月20日 | [ 9 ] |

Note: 4 1試合4得点 (H) – ホーム (A) – アウェイ

## 入れ替え

### JFL→J2
2011年度からのJリーグへの加盟申請を行っていた準加盟クラブについて11月29日のJリーグ臨時理事会で審議が行われ、1位となったガイナーレ鳥取のJリーグ加盟が正式に承認された。7位の松本山雅FCについては成績面での不備から加盟は見送られた。
一方、予備申請を行っていた3位の町田ゼルビアに関してはホームスタジアムの不備 が、5位のV・ファーレン長崎に関してはホームスタジアムの不備と財務面の問題 が指摘されており、結果的に2011年度からの本申請を見送ったため、審議対象とはされなかった。町田は「成績面でのJ2昇格条件を満たしながら昇格できなかった準加盟クラブ」の第1号となった。

### レギュレーション変更
Jリーグ加盟により1チーム減少したため、JFLと地域リーグ間の昇降格のレギュレーションが以下のように変更された。
| 順位        | チーム           | 変更前                      | 変更後                      |
| ----------- | ---------------- | --------------------------- | --------------------------- |
| JFL16位     | ジェフリザーブズ | 入れ替え戦（vs地域決勝3位） | JFL残留                     |
| JFL17位     | アルテ高崎       | 地域リーグ自動降格          | 入れ替え戦（vs地域決勝3位） |
| JFL18位     | 流通経済大学FC   | 地域リーグ自動降格          | 地域リーグ自動降格          |
| 地域決勝1位 | カマタマーレ讃岐 | JFL自動昇格                 | JFL自動昇格                 |
| 地域決勝2位 | AC長野パルセイロ | JFL自動昇格                 | JFL自動昇格                 |
| 地域決勝3位 | 三洋電機洲本     | 入れ替え戦（vsJFL16位）     | 入れ替え戦（vsJFL17位）     |

### JFL→地域リーグ
レギュレーション変更により、JFL18位チームのみが地域リーグへ自動降格する事となった。これにより、流通経済大学FCの地域リーグ（関東サッカーリーグ1部）自動降格が決定した。自動降格が適用されたのは、2002年シーズン以来となる。

### 地域リーグ→JFL
第34回全国地域サッカーリーグ決勝大会の結果、1位・カマタマーレ讃岐と2位・AC長野パルセイロのJFL自動昇格が決定した。

### 入れ替え戦

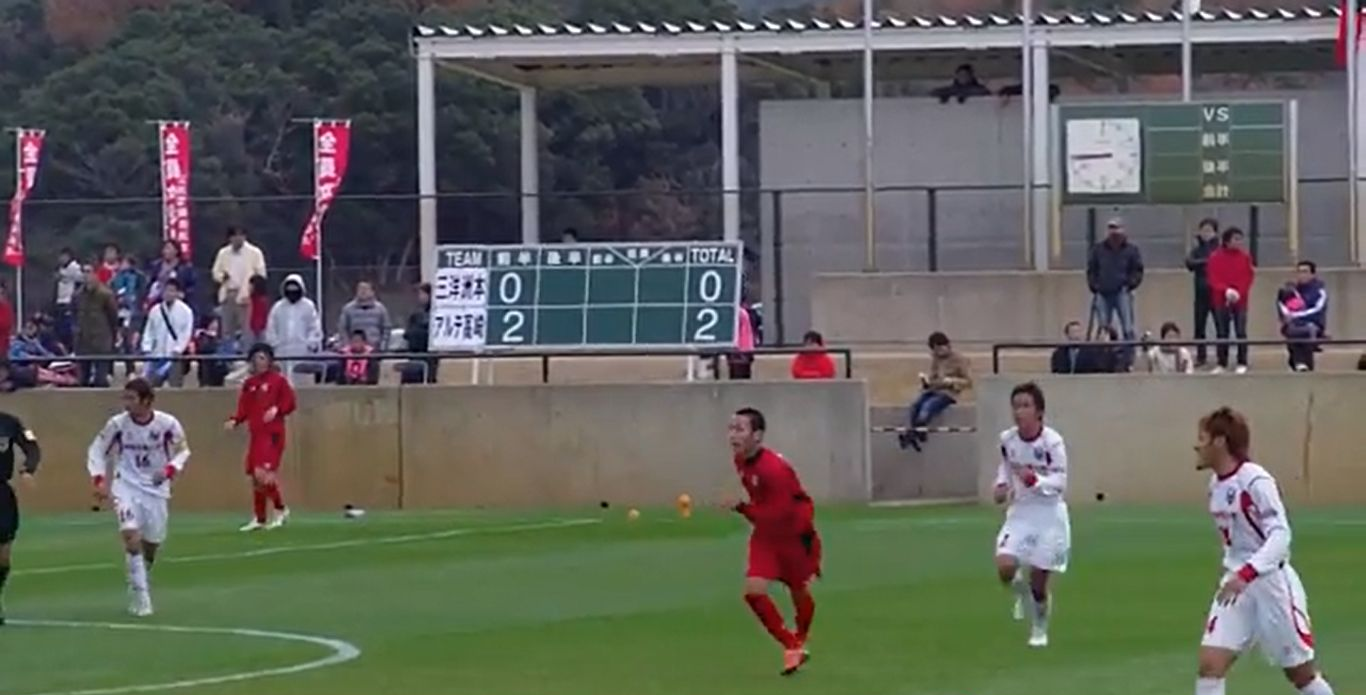
2010年のJFL/地域リーグ入替戦（第1戦、三洋電機洲本(赤)対アルテ高崎(白)）

レギュレーション変更により、JFL17位のアルテ高崎と第34回全国地域サッカーリーグ決勝大会3位の三洋電機洲本が入れ替え戦を行う事となった。
- ホーム・アンド・アウェー方式で2試合行う。
- 各試合ごとに勝利チームに勝点3、引分の場合は両チームに勝点1を与え、2試合の勝点合計が多いチームを勝利チームとする。
- 2試合の勝点で並んだ場合は得失点差の多いチームを勝利チームとする。
- 得失点差でも並んだ場合は第2戦終了後に15分ハーフの延長戦を行い、それでも勝敗が決しない場合はPK戦で勝利チームを決定する（アウェーゴールルールは採用されない）。

| 2010年12月11日 13:00 第1戦 |

| 三洋電機洲本 （地域決勝3位） | 0 - 3          | アルテ高崎 （JFL17位）                          |
|                              | 公式記録 (PDF) | 川里光太郎 38分 · 岩間雄大 44分 · 吉田明生 64分 |

| 五色台運動公園（アスパ五色）メイングラウンド |

| 2010年12月19日 13:00 第2戦 |

| アルテ高崎      | 1 - 1          | 三洋電機洲本  |
| 吉田明生 90+1分 | 公式記録 (PDF) | 太田晃一 19分 |

| 高崎市浜川陸上競技場 |

この結果、対戦成績を1勝1分としたアルテ高崎のJFL残留、ならびに三洋電機洲本の地域リーグ（関西サッカーリーグ1部）残留が決定した。JFLチームが入れ替え戦でJFL残留を決めたのは2002年シーズンのジヤトコサッカー部以来8年ぶり2チーム目である。